# Rupert Everett
Pour les articles homonymes, voir Everett.
Rupert Everett (/ˈɹuːpət ˈɛvəɹɪt/), né le 29 mai 1959 à Burnham Deepdale dans le Norfolk, est un acteur britannique.

## Biographie

### Jeunesse
Everett est né à Burnham Deepdale (Norfolk). Il est le fils du major Anthony Michael Everett (1921–2009) et de Sara Maclean. Son frère aîné, Simon Anthony Cunningham Everett, est né en 1956. Ses parents, tous deux de grande conviction catholique, l'envoient dans un monastère bénédictin pour qu'il y fasse ses études. À quinze ans, en 1974, il quitte sa région natale pour étudier l'art dramatique à Londres.
Après avoir étudié deux ans à la Central School of Speech and Drama, il intègre la Citizen Company of Glasgow où il amorce sa carrière.
Il rend publique son homosexualité dans les années 1990.
Il a également déclaré s'être prostitué à une certaine époque pour pouvoir gagner de l'argent.

### Carrière

#### Cinéma
Après quelques apparitions télévisées (où il se fait remarquer notamment en frère incestueux de la pauvre princesse Daisy), deux courts métrages et un premier long métrage passé inaperçu (dont il assume le premier rôle), c'est en 1984 qu'il rencontre pour la première fois le succès à l'écran en incarnant un étudiant homosexuel (son amant est joué par Cary Elwes), dans le film Another Country : Histoire d'une trahison de Marek Kanievska, rôle qu'il avait déjà interprété sur scène. C'est à partir de cette époque qu'il suscite l'intérêt des producteurs.
En 1985, il joue dans le film de Mike Newell Un crime pour une passion (Dance with a Stranger), adapté d'un fait divers criminel, où il donne la réplique à Miranda Richardson. Dès 1986, sa carrière prend un envol international : il se retrouve aux côtés de Julie Andrews dans Duo pour une soliste (Duet for One) d'Andreï Kontchalovski et, en 1987, aux côtés de Ornella Muti et Anthony Delon dans une adaptation cinématographique d'un roman de Gabriel García Márquez, Chronique d'une mort annoncée (Cronaca di una morte annunciata), réalisée par Francesco Rosi. La même année, Everett partage la vedette avec Bob Dylan dans le film mythique, Hearts of Fire : il y chante plusieurs morceaux sur la bande originale et enregistre à la même époque un premier album. Il tient en outre un second rôle important dans Les Lunettes d'or (Gli Occhiali d'oro) de Giuliano Montaldo, où il joue un jeune étudiant juif issu d'une grande famille ferraraise dans l'Italie fasciste des années 1930 face à Philippe Noiret dans le rôle d'un médecin homosexuel.
En 1989, il apparaît en France dans Tolérance, un film historique insolite de Pierre-Henri Salfati. Trois ans plus tard, il décroche un rôle aux côtés de Helen Mirren et Christopher Walken dans Étrange Séduction (The Comfort of Strangers), réalisé par Paul Schrader. Rupert ne dédaigne aucun genre, passant de la science-fiction bulgare au fantastique italien (Dellamorte Dellamore est bien accueilli par la critique, mais séduit un public restreint), puis à la superproduction américaine : Prêt-à-porter (Robert Altman) tourné en 1994, le fait côtoyer Sophia Loren, Marcello Mastroianni, Lauren Bacall et Kim Basinger. En 1995, il est le prince de Galles dans le film historique La Folie du roi George (The Madness of King George).
En 1995 Everett devient l'ambassadeur du parfum Opium de Yves Saint Laurent. Le film Le Mariage de mon meilleur ami (My Best Friend's Wedding, 1996), où il côtoie Julia Roberts et Cameron Diaz, remporte un grand succès commercial : ce rôle d'homosexuel facétieux lui permet de revenir sur le devant de la scène.
Après un thriller de Michael Radford avec Asia Argento, l'acteur tourne successivement dans trois films historiques et/ou littéraires aux distributions brillantes : Shakespeare in Love où il incarne Christopher Marlowe, Un mari idéal (An Ideal Husband) d'Oliver Parker (adaptation d'une pièce d'Oscar Wilde), Le Songe d'une nuit d'été (A Midsummer Night's Dream), un film de Michael Hoffman (adapté de la pièce de Shakespeare) où il joue Obéron ; le comédien se transforme aussi en méchant Dr Mad dans Inspecteur Gadget (Inspector Gadget) de David Kellogg.
On le retrouve ensuite en 2000, avec sa grande amie Madonna, dans la chronique sentimentale Un couple presque parfait (The Next Best Thing), où il est le meilleur ami homosexuel et, en 2003, aux côtés de Catherine Deneuve, dans la mini-série télévisée Les Liaisons dangereuses, où il interprète le Vicomte de Valmont.
Entre les deux, l'acteur s'adonne à ses constantes : il travaille pour le cinéaste italien Carlo Vanzina, dans l'adaptation théâtrale L'Importance d'être Constant (The Importance of Being Earnest) (Parker et Wilde de nouveau, plus un duo chanté avec Colin Firth) et une comédie de P. J. Hogan, cinq ans après Le Mariage de mon meilleur ami. De la même manière, il collabore ensuite avec le cinéaste russe Sergueï Bondartchouk ; interprète Charles Ier d’Angleterre dans La Mort d'un roi et Charles II d'Angleterre dans Stage Beauty ; prête sa voix au Prince charmant dans Shrek 2 (2004) et plus tard au Renard dans Le Monde de Narnia : Le Lion, la Sorcière blanche et l'Armoire magique.

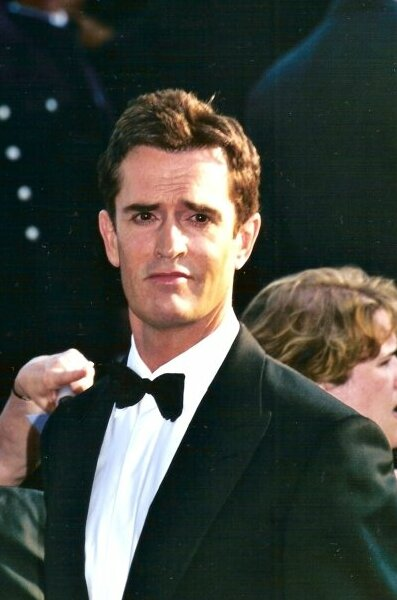
Rupert Everett au festival de Cannes 2004.

Everett figure (donnant une composition caricaturale comme il les affectionne parfois) dans la comédie française Célébrité de Fabien Onteniente et dans le même temps il est le partenaire de Sharon Stone dans Secrets d'État réalisé par Marek Kanievska, qui avait signé Another Country : Histoire d'une trahison vingt ans plus tôt. Si la télévision lui donne le rôle principal dans un téléfilm, La Revanche de Sherlock Holmes, la star de Rosi, Montaldo, Schrader, Radford, Schlesinger et Hogan joue des seconds rôles dans Separate Lies et Petits Meurtres à l'anglaise. En 2005, il apparaît dans deux épisodes de Boston Justice et deux ans plus tard dans un film d'aventures familial, Stardust, le mystère de l'étoile.
En 2018, Everett réalise son premier film, The Happy Prince où il met en scène la fin de vie d'Oscar Wilde. Il y joue également le rôle principal, celui du poète maudit.

#### Transgenre
Dans St. Trinian's, en 2007, puis dans sa suite St. Trinian's 2, the legend of Fritton's gold (2009), dirigés par Oliver Parker, Rupert Everett retrouve Colin Firth, son camarade dans Another Country : Histoire d'une trahison, et s'essaie au rôle d'une femme transgenre à l'écran.

### Théâtre
Everett joue dans Don Juan à Glasgow en 1978, puis se fait remarquer dans la pièce Another Country présentée à Londres en 1981 et 1982. Depuis, il a interprété notamment Le Portrait de Dorian Gray (il incarne Lord Henry Wotton et, selon L’Observer du 28 février 1993, « domine la soirée ») et The Milk Train Doesn't Stop Here Anymore de Tennessee Williams (dans une composition de femme applaudie par la critique).
Au Théâtre National de Chaillot, à Paris, Jérôme Savary le dirige dans L'Importance d'être Constant : Everett joue Algernon Montcrieff en français, aux côtés de Samuel Labarthe, Danièle Lebrun, Clotilde Courau et Claire Keim entre autres ; il récolte d'excellents articles, comme celui d'Odile Quirot dans Le Nouvel Observateur (« sa pointe d'accent british, ses manières d'original, sa jeunesse insolente, cynisme en bandoulière. Qu'il attrape au vol une tasse de thé ou un paradoxe, c'est toujours élégant et léger, avec une sorte de solitude, d'étrangeté au monde qu'on sent tapie en lui »).
En 2009, au côté d'Angela Lansbury, il triomphe dans Blithe Spirit de Noël Coward sur Broadway - l'Associated Press le compare à Rex Harrison, star de l'adaptation cinématographique.
En 2010, Rupert Everett incarne Henry Higgins face à Kara Tointon dans Pygmalion de George Bernard Shaw au Garrick Theatre, et à partir de septembre 2012, dans la pièce de théâtre The Judas Kiss aux côtés de Freddie Fox tout d'abord au Hampstead Theatre puis dans plusieurs autres théâtres de Londres, il interprète Oscar Wilde à la fin de sa vie, lorsqu'il se fait arrêter par le Marquis de Queensberry puis, à sa sortie de prison. Grâce à sa prestation dans cette pièce de théâtre, il remporte le prix de Meilleur Acteur dans une pièce de théâtre au Whatsonstage.com Awards le 17 février 2013.
En 2014, Everett prête ses traits au compositeur Antonio Salieri dans la pièce de Peter Shaffer Amadeus au Chichester Festival Theatre.
En 2019, il incarne l'inquisiteur Bernardo Gui dans l'adaptation télévisée du célèbre roman d'Umberto Ecco, Le nom de la rose, un rôle dans lequel il déclare avoir mis toute l'agressivité qu'il ressent envers l'Eglise catholique,.

### Popularité et prises de position
En 2008, Rupert Everett raconte dans son autobiographie Tapis rouges et autres peaux de bananes sa vie agitée et ses multiples rencontres : Rudolf Noureev, Andy Warhol, Béatrice Dalle, la misère en Afrique, la Russie soviétique. Il dévoile que Orson Welles avait projeté de lui donner son propre rôle (jeune) à jouer.
En mars de la même année, Télérama publie un article intitulé « Rupert Everett, intermittent du succès », dans lequel « la star gay » est saluée pour son humour et les critiques excellentes de son autobiographie en Grande-Bretagne (comparée à celles de Noël Coward et David Niven). Comparé ailleurs à Truman Capote, Everett évoque plutôt Graham Greene et Christopher Isherwood. Y sont également évoqués ses admirations pour Ian McKellen et Montgomery Clift, ses échecs publics et critiques, son projet avorté d'un James Bond homosexuel et l'écriture d'un scénario sur les derniers jours d'Oscar Wilde.
En décembre 2010, lors d'un entretien pour BBC Radio 4, l'acteur dénonce l'homophobie d'Hollywood et assure qu'il n'a plus eu de propositions américaines après son coming out,. À propos de la composition de Colin Firth en homosexuel dans A Single Man, il déclare : « Plein d’acteurs hétéro recherchent activement des rôles gay parce que c’est quelque chose de différent. Je pense que c’est bien, mais ça implique qu’un acteur gay qui n’arrivait pas à trouver d’autres rôles que des rôles gay – comme moi – n’a plus accès qu’aux rôles de drag queen en fait ! »
En septembre 2012, il prend position contre le mariage homosexuel et déclare que « je pense qu'il n'existe rien de pire que d'être élevé par deux papas homosexuels ». Sa position suscite de violentes critiques parmi les associations de défense des personnes homosexuelles.
Le physique de Dylan Dog, personnage de bande dessinée italien, est inspiré de celui de Rupert Everett.

## Filmographie

### Cinéma

#### Longs métrages
- 1984 : Real Life de Francis Megahy : Tim
- 1984 : Another Country : Histoire d'une trahison (Another Country) de Marek Kanievska : Guy Bennett
- 1985 : Un crime pour une passion (Dance with a Stranger) de Mike Newell : David Blakeley
- 1986 : Duo pour une soliste (Duet for One) d'Andreï Kontchalovski : Constantine Kassanis
- 1987 : Chronique d'une mort annoncée (Cronaca di una morte annunciata) de Francesco Rosi : Bayardo San Roman
- 1987 : Hearts of Fire de Richard Marquand  : James Colt
- 1987 : The Right Hand Man de Di Drew : Lord Harry Ironminster
- 1987 : Les Lunettes d'or (Gli Occhiali d'oro) de Giuliano Montaldo : Davide Lattes
- 1989 : Tolérance de Pierre-Henri Salfati : Assuérus (Horace Walop)
- 1990 : Étrange Séduction (The Comfort of Strangers) de Paul Schrader : Colin
- 1992 : Inside Monkey Zetterland de Jefery Levy : Sasha
- 1994 : Strelyayushchiye angely de Vladimir Chterianov
- 1994 : Remembrance of Things Fast : True Stories Visual Lies de John Maybury
- 1994 : Dellamorte Dellamore de Michele Soavi : Francesco Dellamorte
- 1994 : Prêt-à-porter de Robert Altman : Jack Lowenthal
- 1994 : La Folie du roi George (The Madness of King George) de Nicholas Hytner : prince de Galles
- 1996 : Dunston : Panique au palace (Dunston Checks In) de Ken Kwapis : Lord Rutledge
- 1997 : Le Mariage de mon meilleur ami (My Best Friend's Wedding) de Paul John Hogan : George Downes
- 1998 : B. Monkey de Michael Radford : Paul Neville
- 1998 : Shakespeare in Love de John Madden : Christopher Marlowe
- 1999 : Un mari idéal (An Ideal Husband) d'Oliver Parker : Lord Arthur Goring
- 1999 : Le Songe d'une nuit d'été (A Midsummer Night's Dream) de Michael Hoffman : Obéron
- 1999 : Inspecteur Gadget (Inspector Gadget) de David Kellogg : Sanford Scolex/Dr Mad
- 2000 : Un couple presque parfait (The Next Best Thing) de John Schlesinger : Robert Whittaker
- 2001 : South Kensington de Carlo Vanzina : Nick Brett
- 2002 : L'Importance d'être Constant (The Importance of Being Earnest) d'Oliver Parker : Algy
- 2002 : Amours suspectes (Unconditional Love) de Paul John Hogan : Dirk Simpson
- 2002 : La Famille Delajungle, le film de Cathy Malkasian et Jeff McGrath : Sloan Blackburn (voix)
- 2003 : La Mort d'un roi (To Kill a King) de Mike Barker : Charles Ier d'Angleterre
- 2004 : Stage Beauty de Richard Eyre : Charles II d'Angleterre
- 2004 : Shrek 2 d'Andrew Adamson, Kelly Asbury et Conrad Vernon : voix du prince charmant
- 2004 : People de Fabien Onteniente : Charles de Poulignac
- 2004 : Secrets d'État (A Different Loyalty) de Marek Kanievska : Leo Cauffield
- 2005 : Separate Lies de Julian Fellowes : Bill Bule
- 2005 : Le Monde de Narnia : Le Lion, la Sorcière blanche et l'Armoire magique (The Chronicles of Narnia: The Lion, the Witch and the Wardrobe) d'Andrew Adamson : voix de M. Renard
- 2007 : Stardust, le mystère de l'étoile (Stardust) de Matthew Vaughn : Secundus
- 2007 : Shrek le troisième de Chris Miller et Raman Hui : voix du Prince charmant
- 2007 : St. Trinian's 2 d'Oliver Parker : Camilla Fritton / Carnaby Fritton
- 2009 : St. Trinian's 2 : The Legend of Fritton's Gold d'Oliver Parker : Camilla Fritton / Fortnam Fritton / Captain Archibold
- 2010 : Petits Meurtres à l'anglaise (Wild Target) de Jonathan Lynn : Ferguson
- 2011 : Oh My God ! (Hysteria) de Tanya Wexler : Edmund St. John-Smythe, richissime ami et protecteur de Mortimer
- 2014 : Rosenn d'Yvan Lemoine : Lewis Lafoly
- 2015 : Altamira de Hugh Hudson : Monsenor
- 2015 : A Royal Night Out de Julian Jarrold : Le roi George VI
- 2016 : Miss Peregrine et les Enfants particuliers (Miss Peregrine's Home for Peculiar Children) de Tim Burton : John Lamont, l'ornithologue
- 2018 : The Happy Prince de lui-même : Oscar Wilde
- 2019 : Muse de Candida Brady : Demon
- 2020 : Creation Stories de Nick Moran
- 2021 : Warning d'Agata Alexander : Charlie
- 2022 : My Policeman de Michael Grandage : Patrick Hazlewood âgé
- 2022 : She Will de Charlotte Colbert : Tirador
- 2023 : Napoléon de Ridley Scott : le duc Arthur Wellesley de Wellington

#### Courts métrages
- 1982 : A Shocking Accident de James Scott d'après Graham Greene
- 1983 : Dead On Time de Lyndall Hobbs

### Télévision
- 1982 : Soft Targets de Charles Sturridge
- 1982 : Strangers (série télévisée), saison 5, épisode 4 The Lost Chord de Bill Gilmour : Lord Plural
- 1982 : Agatha Christie : Dix brèves rencontres (The Agatha Christie Hour) (mini série télévisée), épisode 10 The Manhood of Edward Robinson de Brian Farnham : Harry Walter
- 1983 : Princesse Daisy (Princess Daisy) (mini-série) de Waris Hussein : Ram Valenski
- 1983 : L'Epée du sorcier (Arthur the King) (téléfilm) de Clive Donner : Lancelot
- 1984 : Pavillons lointains (The Far Pavilions) (mini-série) de Peter Duffell : George Garforth
- 1990 : The Wall Live in Berlin de Ken O'Neil et Roger Waters
- 1993 : Mama's Back (téléfilm) d'Ed Bye : Stephen
- 2003 : Mr. Ambassador (téléfilm) de Victor Levin : ambassadeur Ronnie Childers
- 2003 : Les Liaisons dangereuses (mini-série) de Josée Dayan : Valmont
- 2004 : La Revanche de Sherlock Holmes (Sherlock Holmes and the Case of the Silk Stocking) (téléfilm) de Simon Cellan Jones : Sherlock Holmes
- 2005 : Boston Justice (série télévisée), saison 2, épisodes 1 et 2 : Malcolm Holmes
- 2006 : Le Don paisible (Тихий Дон, ou Quiet Flows the Don) de Sergueï Bondartchouk : Grigori Melekhov
- 2006 : And Quiet Flows the Don (mini-série) de Fiodor et Sergueï Bondartchouk : Grigory
- 2011 : Black Mirror, saison 1, épisode 2 Fifteen Million Merits d'Euros Lyn : juge Hope
- 2012 : La Seconde Femme (The Other Wife) (mini série) de Giles Foster : Martin Kendall
- 2012 : Parade's End (mini-série) de Susanna White : Mark Tietjens
- 2012 : Rosamunde Pilcher (série télévisée) : Martin Kendall
- 2016 : The Musketeers (série télévisée), six épisodes : Philippe Achille, marquis de Feron (frère illégitime du roi Louis XIII)
- 2017 : Quacks (série télévisée), trois épisodes : Dr Hendrick
- 2019 : Le Nom de la rose (The Name of the Rose) (série télévisée) de Giacomo Battiato : Bernardo Gui
- 2020 : Adult Material (série télévisée) ; Carroll Quinn
- 2022 : The Serpent Queen (série télévisée) : Charles Quint
- 2023 : Funny Woman (série télévisée) : Brian Debenham
- 2023 : Everybody Loves Diamonds (série télévisée) : John Lovegrove

## Voix francophones
En France
| - Bernard Bollet dans : - Parade's End (série télévisée) - Miss Peregrine et les Enfants particuliers - My Policeman - Funny Woman (en) (série télévisée) - Tout le monde aime les diamants (série télévisée) - Vincent Violette dans : - Duo pour une soliste - Le Mariage de mon meilleur ami - La Revanche de Sherlock Holmes (téléfilm) - Justin et la Légende des Chevaliers (voix) - Éric Legrand dans : - Another Country : Histoire d'une trahison - St. Trinian's 2 - La Seconde Femme (téléfilm) - Dominique Guillo dans : - B. Monkey - Un mari idéal - Un couple presque parfait | - Maurice Decoster dans : - South Kensington - The Musketeers (série télévisée) - Bernard Alane dans : - Amours suspectes - Napoléon - Lionel Tua dans : - Shrek 2 (voix) - Shrek le troisième (voix) - Edgar Givry dans : - Inspecteur Gadget - Boston Justice (série télévisée) Et aussi - Jean-Philippe Puymartin dans Dellamorte Dellamore - Joël Zaffarano dans Le Songe d'une nuit d'été - Patrick Poivey dans Le Monde de Narnia : Le Lion, la Sorcière blanche et l'Armoire magique - Jérôme Keen dans Le Don paisible (série télévisée) - Bernard Allouf dans Black Mirror (série télévisée) - Thibault de Montalembert dans Oh My God! - Franck Dacquin dans The Happy Prince |

Au Québec
| - Daniel Picard dans : - Shakespeare et Juliette - Inspecteur Gadget - Le Bonheur... Ou Presque - L'Importance d'être Constant - Un amour absolu - Belle de scène - Les Chroniques de Narnia : L'Armoire magique - École pour filles - Finies les parades (série télévisée) | Et aussi - Mario Desmarais dans Le Mariage de mon meilleur ami |

## Œuvre littéraire

### Romans
- (en) Hello Darling, Are You Working? (1992) Publié en français sous le titre Hello Darling, traduit par Bernard Turle, Paris, éditions Balland, coll. « Nouvelles Angleterres », 1999  (ISBN 2-7158-1209-4) ; réédition, Paris, J'ai lu no 6430, 2002  (ISBN 2-290-32168-0)
- (en) The Hairdressers of St.Tropez (1995) Publié en français sous le titre Les Coiffeurs de Saint-Tropez, traduit par Sophie Brunet, Paris, éditions Balland, 2000 ; réédition, Paris, J'ai lu no 6048, 2001  (ISBN 2-290-31406-4)

### Recueil de nouvelles
- (en) Red Carpets and Other Banana Skins (2006) Publié en français sous le titre Tapis Rouges et autres peaux de bananes, traduit par Véronique Campillo et Emmanuelle Burr-Campillo, Paris, éditions K&B, 2008  (ISBN 978-2-915957-41-9)

### Mémoires
- (en) Vanished Years (2012)